# Isla Sandindere
Isla Sandindere (también denominada Isla Sandinderi), (en euskera Sandindere uhartea) es el nombre que recibe una pequeña isla española situada en la reserva de la biosfera de Urdaibai, en la playa San Antonio del municipio de Busturia, provincia de Vizcaya.